# 병원체 관련 분자 패턴
병원체 관련 분자 패턴(영어: pathogen-associated molecular pattern, PAMP)은 병원체에서 유래하여 면역 반응을 일으키는 분자들이다. 면역계가 갖고 있는 패턴 인식 수용체는 특정한 분자 유형에 반응하여 식작용을 통해 감염원을 없애거나 항체를 형성하도록 유도한다. 패턴 인식 수용체가 반응하는 감염원 공통의 분자유형이 병원체 연관 분자유형이라고 할 수 있다.

## 개요
면역계에는 선천 면역 체계와 후천 면역 체계가 있다.:354 두 종류의 면역 체계 모두 병원체 연관 분자유형을 감지하여 면역 반응을 시작하지만, 선천 면역 체계는 유전을 통해 태어나면서부터 가지고 있는 면역 체계이고, 후천 면역 체계는 살아가면서 경험하는 감염원에 대해 반응하는 면역 체계이다. 동물과 식물 모두 선천 면역 체계를 갖고 있지만 후천 면역 체계는 유악류 이상의 동물에게서만 발견된다. 선천 면역 체계는 유전적으로 감지할 수 있는 병원체 연관 분자유형이 정해져 있고 후천 면역의 항체 형성은 그때 그때 달라지기 때문에 일반적으로 병원체 연관 분자유형이라고 할 때는 선천 면역의 수용체가 인식하는 분자유형만을 가리킨다.
면역계가 감염원을 알아 차리고 면역 반응을 시작하려면 먼저 현재 자신의 몸 상태가 정상인지 아닌지를 구분해야 한다. 특정한 분자 유형이 몸 안에서 감지된다면 면역계는 이것을 비정상이라고 판단한다. 이렇게 감염 여부를 파악하는데 쓰이는 지표가 병원체 연관 분자유형이다.

## 종류
병원체 연관 분자유형은 병원체가 갖고 있는 분자들의 공통적인 부분으로 선천 면역 체계가 반응할 수 있는 것들이다. 병원체뿐만아니라 일부 바이러스와 같은 기생체까지도 포괄한다.
병원체 연관 분자유형의 종류에는 다음과 같은 것들이 있다.
- 세균: 세균은 염색물질에 대한 반응에 따라 그람양성균, 그람음성균으로 나눌 수 있으며 이와 별도로 미코박테륨이 있다. 이들의 세포벽은 사람과 같은 다른 생물들의 세포벽과 분자구조가 다르기 때문에 선천 면역 체계의 수용체는 이들 공통의 분자유형을 감지하도록 진화되었다.
- 바이러스: 비록 바이러스 자체는 선천 면역 체계가 인지할 수 없다고 하더라도 바이러스 복제 과정에서 발생하는 중간 산물인 이중가닥 RNA(dsRNA)는 자신에게서 유래하지 않은 병원체 연관 분자유형으로 인식한다.

## 면역 반응: 톨유사수용체
선천 면역 체계에서는 톨유사수용체가 병원체 연관 분자유형의 인식을 담당한다. 대식세포나 수지상세포와 같은 백혈구에 있는 톨유사수용체는 지금까지 11종이 발견되어 있으며 인간의 경우 10종을 지니고 있다. 톨유사수용체는 병원체의 세포막이 가지고 있는 성분에 반응한다. 병원체가 다양한만큼 이를 확인하는 수용체 역시 다양하게 진화되었다. 또한 종류의 톨유사수용체가 함께 조합되어 작용할 수도 있다. 예를 들어 TLR4는 그람음성균에 TLR2는 그람양성균에 반응한다. 톨 유사 수용체는 원래 초파리의 발생 과정에 관여하는 유전자로 발견되어 세포자살을 유도하는 것이 알려졌으나 면역 반응에서도 감염된 세포가 자살하도록 하여 병의 확산을 막는 것이 밝혀졌다.
톨유사수용체를 통해 병원체를 인식한 백혈구는 이를 먹어치우거나 분해하는 면역 반응을 시작한다.

### 한계
세균 역시 끊임 없이 변이하기 때문에 선천 면역이 지니고 있는 분자유형 감지만으로는 새롭게 변이된 병원체를 모두 인식할 수는 없다. 매우 정교하고 복잡한 면역체계가 발달한 사람을 포함한 포유류가 여전히 질병으로 고통받고 있는 이유이다. 삼성서울병원은 2002년 1월부터 2013년 12월까지 10년간 병원에서 치료받은 비결핵항산균 감염자의 데이터를 분석한 결과 73 퍼센트에 달하는 36명은 기존에 알려지지 않은 새로운 유전체를 지닌 세균에 감염되었다고 발표하였다.

### 오작동
유전적으로 결정되어 있는 수용체에 의해 진행되는 선천 면역 체계는 여러 이유로 다른 것을 병원체 연관 분자유형으로 잘못 인식 할 수 있다. 단일성 유전병에 의해 자신의 정상적인 물질을 병원체 연관 분자유형이나 손상 연관 분자유형으로 오인하여 지속적으로 사이토카인과 같은 염증 유발 물질을 생성하는 자가염증성질환이 알려져 있다.

## 같이 보기
- 손상 연관 분자유형
- 위험 이론
- 선천 면역